# François Taddei
Pour les articles homonymes, voir Taddei.
François Taddei, né le 5 août 1967 à Montreuil-sous-Bois, est un chercheur français en "génétique moléculaire évolutive et médicale" et en éducation. Après un parcours d'ingénieur, il réoriente ses recherches vers la génétique. Responsable du département « Frontières du vivant et de l'apprendre » à l'université Paris-V et soutenu par la fondation Bettencourt-Schueller, il met en place des approches éducatives innovantes telles que les Savanturiers-École de la recherche. François Taddei et Ariel Lindner co-fondent ainsi le Centre de recherches interdisciplinaires (CRI) à Paris (aujourd'hui devenu le Learning Planet Institute). Il milite activement pour l'innovation dans l'éducation, et co-rédige ou pilote divers documents consultatifs pour le ministère de l'Éducation nationale français.

## Carrière

### Début de carrière
Ingénieur devenu généticien, François Taddei, dirige une équipe Inserm à l'université Paris-Descartes qui travaille sur l'ingéniérie des systèmes et les dynamiques évolutives. Il est un spécialiste reconnu de l’évolution et milite pour des approches interdisciplinaires tant dans la recherche que dans l'éducation tout comme son père, Dominique Taddei, ancien président d'université, ancien député du Vaucluse et économiste.
Diplômé de Polytechnique, il est ingénieur général des Ponts, des Eaux et des Forêts, docteur en génétique et directeur de recherche à l’Inserm. Il est l’auteur de nombreuses publications dans des revues scientifiques internationales telles que Nature, PNAS, PLoS ou Science.

### Création et direction du CRI
Il fonde avec Ariel Lindner le Centre de recherches interdisciplinaires, dédié aux échanges aux frontières entre disciplines, il y dirige une chaire de l'Unesco et de l'université Sorbonne-Paris-Cité sur les sciences de l'apprendre, soutenue par un financement IDEFI des investissements d'avenir et dédiée à former ceux qui souhaitent réinventer les manières d'apprendre, d'enseigner et de faire de la recherche. Il dirige l'école doctorale Frontières du vivant des universités Sorbonne-Paris-Cité, Paris-Diderot et Paris-Descartes qui accueille les étudiants désireux d'explorer les frontières entre disciplines et qui s'ouvre désormais aux frontières de l'apprendre et aux frontières des découvertes permises par le développement des nouvelles technologies. Avec Ange Ansour, il est à l'origine du projet « Savanturiers », à l'école de la recherche qui est déployé dans vingt écoles de la mairie de Paris depuis la rentrée 2013. En janvier 2022, le CRI est devenu le Learning Planet Institute.

### Contribution à la scène éducative
Participant à différents groupes de travail sur l’avenir de la recherche et de l’enseignement supérieur, François Taddei a notamment contribué à « France 2025 » (Diagnostic stratégique : dix défis pour la France), aux réflexions de la Commission européenne sur le rôle de la créativité dans l'éducation, à l'élaboration de la stratégie nationale de l'enseignement supérieur et au conseil d'orientation stratégique de France Université Numérique.
Dans un rapport sur l’éducation remis à l’OCDE, François Taddei indique qu'au XXIe siècle tout le monde doit avoir appris à apprendre, à coopérer, et à utiliser tous les savoirs disponibles, notamment ceux rendus accessibles par les nouvelles technologies. Il propose que les systèmes éducatifs s’inspirent de la « culture du questionnement », une nouvelle maïeutique, de meilleures pratiques internationales, et il soutient la création de lieux et d’outils dédiés au partage de l’expérience entre innovateurs. Il propose d'utiliser les nouvelles approches de science participative et de jeux de découvertes scientifiques pour ouvrir au plus grand nombre la formation par la recherche.

## Reconnaissances
François Taddei est devenu Ashoka Fellow pour son rôle de porteur de changement dans le domaine de l'éducation et a été invité à faire de nombreuses conférences sur l'éducation comme à TED xParis. Il a été nommé dans le dernier Haut Conseil de l’Éducation le 4 avril 2012 par le président du Conseil économique social et environnemental et siège dans les conseils scientifiques de la Direction générale de l'enseignement scolaire et d'Universcience. François Taddei a reçu les distinctions ci-dessous.

### Chaires
- 2014 – aujourd’hui : - Chaire UNESCO « Sciences de l'apprendre »
  - « La France s’engage »
  - Ashoka Education Globalizer
- 2008 : chaire Axa « Approches systémiques des différences individuelles de Longévité »
- 2007 – 2009 : chaire Orange « Approches innovantes de la recherche et de l’enseignement »

### Distinctions et Prix
- 2020 : docteur honoris causa de l'UCLouvain[22]
- 2019 : prix Eurêka[23]
- 2018 : Chevalier des Arts et Lettres[24]
- 2006 : prix Human Frontier Science Program (HFSP)
- 2005 : prix European Young investigator (EURYI), pour ses recherches sur l'évolution et le vieillissement des bactéries[25]
- 2004 : prix Liliane-Bettencourt pour les sciences du vivant, pour ses recherches sur l'évolution et le vieillissement des bactéries [26]
- 2003 : prix de l’INSERM pour la recherche fondamentale, pour ses recherches sur l'évolution et le vieillissement des bactéries[27]

## Publications
- « Universities X.0 : integrating new educational and research tools to build networks of ideas, collaborative knowledgebuilders, and learning spaces to transform the world into an evolving global campus open to all », Centre for Research and Interdisciplinarity,‎ 2009[28].
- Catherine Becchetti-Bizot, Guillaume Houzel et François Taddei ont remis le rapport « Vers une société apprenante », le 5 avril 2017 à Najat Vallaud-Belkacem[29].
- François Taddei a remis aux ministres de l’Éducation nationale, de l’Enseignement supérieur et du Travail, un rapport intitulé Un plan pour co-construire une société apprenante, 4 avril 2018. Co-rapporteurs : Catherine Becchetti-Bizot, Guillaume Houzel, Gaëll Mainguy, Marie-Cécile Naves[30].
- Apprendre au XXIe siècle, Calmann-Levy, 2018[31].
- Et Si Nous ?, Calmann-Levy, 2022[32],[33]